# Ключ (Ачитський міський округ)
Ключ (рос. Ключ) — село у складі Ачитського міського округу Свердловської області.
Населення — 253 особи (2010, 322 у 2002).
Національний склад станом на 2002 рік: росіяни — 97 %.